# Жан Тюлар
Жан Тюла́р (фр. Jean Tulard) (народився 22 грудня 1933 р. у Парижі) — французький науковець, історик, один з найкращих спеціалістів з історії Франції наполеонівської доби. Також відзначився працями з історії кінематографу.

## Біографія
Народився у Парижі, в родині Андре Тюляра — інспектора поліції та державного функціонера. Освіту отримав в одній з престижних шкіл Парижу — Ліцеї Луї-ле-Гран. Навчання продовжив у Паризькому університеті, отримав звання доктора. Почав спеціалізуватися на історії доби Наполеона Бонапарта. Написав численні праці з історії імперії Наполеона та зокрема біографії Наполеона, Мюрата, Наполеона ІІ тощо. Був обраний професором Сорбонського університету та Паризького інституту вивчення політики. З 1999 р. президент Інституту Наполеона і член ради Французької сінематеки. З 1994 р. був членом Академії моральних і політичних наук, а з 2005 р її президентом. Його праці отримували численні премії та нагороди. Сам Жан Тюлар став офіцером Ордену почесного легіону та отримав численні інші нагороди.